# Masaki Miyasaka
Masaki Miyasaka (宮阪 政樹 Miyasaka Masaki?, nacido el 15 de julio de 1989 en Nerima, Tokio) es un futbolista japonés que se desempeña como centrocampista.

## Trayectoria

### Clubes
| Club                | País  | Año         |
| ------------------- | ----- | ----------- |
| Montedio Yamagata   | Japón | 2012 - 2015 |
| Matsumoto Yamaga FC | Japón | 2016 - 2017 |
| Oita Trinita        | Japón | 2018 -      |

## Estadística de carrera

### J. League
| Club                | Año   | J. League | J. League | Copa J. League | Copa J. League | Total | Total |
| Club                | Año   | Part.     | Goles     | Part.          | Goles          | Part. | Goles |
| ------------------- | ----- | --------- | --------- | -------------- | -------------- | ----- | ----- |
| Montedio Yamagata   | 2012  | 40        | 6         | -              | -              | 40    | 6     |
| Montedio Yamagata   | 2013  | 23        | 4         | -              | -              | 23    | 4     |
| Montedio Yamagata   | 2014  | 42        | 8         | -              | -              | 42    | 8     |
| Montedio Yamagata   | 2015  | 18        | 1         | 6              | 0              | 24    | 1     |
| Matsumoto Yamaga FC | 2016  | 36        | 1         | -              | -              | 36    | 1     |
| Matsumoto Yamaga FC | 2017  | 23        | 3         | -              | -              | 23    | 3     |
| Total               | Total | 182       | 23        | 6              | 0              | 188   | 23    |